# إيتانا
إيتانا هو أحد ملوك سلالة كيش حسب قائمة الملوك السومريين، وهو أحد أقدم الملوك بعد الطوفان، بحسب أحد ملاحمه بأنه ذهب إلى الجنة و إلى بلدان أجنبية من أجل اعطائه ابنا له هو بالح، الأسطورة البابلية (إيتانا وألنسر) من العبر البابلي القديم (2000-1600 ق م).

## ملحمة ايتانا
تقول القصة البابلية بأن ايتانا سافر إلى السماء، وذلك من أجل ان ينجب ابن يرثه، وتقول الرواية بأنه ذهب إلى نبتة الولادة في السماء، التي أدت إلى ولادة ابنه بالح حسب ما تقوله الرواية.
ويقال بأن ايتانا استشار معونة الاله اوتو اله الشمس، ليرسله إلى تلك الشجرة، وثم قام الاله اوتو بأرسال الطعام لابن ايتانا بالح
كان إيتانا شاب صالح وكلت إليه مهام إدارة مدينه كيش وكان بعدها ملكا لمدينه كيش البابلية للملك إيتانا من سلالة (كيش البابلية) الذي حكم في بلاد ما بين النهرين حوالي (أربعة آلاف سنة قبل الميلاد) نقلاً عن كتاب بلاد (آشور) لمؤلفه (اندريه بارو) وتتلخص قصة هذا الملك في كونه كان يشكو عقم زوجته وعدم قدرتها علي الحمل والانجاب، الأمر الذي كان يهدده بفقدان سلطة سلالته من بعده، وكان هذا الملك تقياً يؤدي الشعائر الالهية باخلاص واجتهاد، ولقد وصف الأطباء والحكماء له دواءً يستخلص من نبات لا ينبت الا في مكان ما من أعالي السماء وفيه العلاج الشافي لزوجته من عقمها، وبما أن الملك (ايتانا) كان عاجزا عن الوصول الي مكان الدواء، لذا نراه يطرق باب الاله البابلي (شمش) ويتضرع إليه في معبده طالبا منه العون والمساعدة.

## النـسر المنكود
وامام توسلات الملك (ايتانا) وتضرعه يتذكر الاله (شمش) نسراً كان قد عاقبه بنفسه لريشه وكسر جناحيه، لجريرة سيئة كان قد اقترفها النسر، لذا يطلب (شمش) من (ايتانا) الذهاب الي الوادي حيث يعيش النسر المنكود، ومن ثم معالجته والعناية به، حتى إذا شفي ينطلق به الي اعالي السماء حيث يوجد البناء الذي ينشده (ايتانا).
وفعل (ايتانا) بما نصحه به الاله (شمش) فيعني بالنسر حتي ينبت ريشه من جديد، وتقوي جناحيه علي الطيران، عندها امتطي ظهر النسر وانطلق النسر نحو السماء.

## صعود (ايتانا) الي السماء
ومع ان اسطورة (ايتانا) ليس فيها دليل مادي علي الصعود، إلا أن الدليل الثاني الذي يقدمه لنا الباحثون لتأكيد صعود (ايتانا) الي السماء ينحصر في وصف (ايتانا) للارض من تحته عندما تكرر سؤال النسر له. كيف تري الأرض يا صاحبي، فوصف (ايتانا) للارض من علو شاهق متطابق مع المعطيات العلمية التي صورت الأرض من خلال الاقمار الصناعية، ومثل هذا الوصف لا يمكن أن يطلقه الا من تسني له رؤية الأرض من ارتفاعات شاهقة جداً.